# Wataha
The Border (en polonais : Wataha) est une série policière polonaise diffusée sur HBO Pologne à partir du 12 octobre 2014.

## Fiche technique
- Titre original :   Wataha
- Réalisation :
- Scénario :
- Photographie :
- Montage :
- Musique :
- Production :
- Sociétés de production :
- Pays de production : Pologne
- Langue originale : polonais
- Format : couleur
- Genre :
- Durée :
- Dates de sortie[1] :
  - 2014

## Distribution
- Leszek Lichota : Wiktor Rebrow
- Aleksandra Popławska : Iga Dobosz
- Andrzej Zieliński : Konrad Markowski
- Bartłomiej Topa : Adam "Grzywa" Grzywaczewski
- Magdalena Popławska : Natalia Tatarkiewicz
- Dagmara Bąk : Aga Małek
- Jarosław Boberek : Wojciech Świtalski
- Maciej Mikołajczyk : Piotr "Rambo" Wójcik
- Jacek Lenartowicz : Michał Luczak
- Mariusz Saniternik : Kalita
- Jacek Beler : Cinek
- Julia Pogrebińska : Ewa Wityńska
- Jacek Koman : Robert Korda
- Piotr Dąbrowski : Rebrow
- Grzegorz Damiecki : Krzysztof Halman
- Anita Jancia : Marta Siwa
- Anna Donchenko : Alsou Karimowa
- Żora Liścienko : Halid
- Piotr Żurawski : Sylwester Wiśniak
- Borys Połunin : Cień
- Marek Kalita : Igi Dobosz
- Weronika Humaj : Joanna Zięba
- Piotr Chlewicki : Aziukiewicz
- Michał Kaleta : Igi Dobosz
- Matylda Damięcka : tutrice de Boczarska
- Karol Bernacki : le gardien de « Sema »
- Filip Gurlacz : Marcin Gauza
- Robert Wabich : Waldek
- Małgorzata Hajewska-Krzysztofik : Krystyna
- Helena Norowicz : Helena
- Artur Janusiak : Tomek
- Dariusz Siastacz : vice-ministre

## Production
Le tournage de la première saison a eu lieu entre septembre et décembre 2013 dans les Bieszczady, une chaîne de montagnes des Carpates. La deuxième saison y a été tournée d'octobre 2016 à février 2017. L'émission a été diffusée dans dix-neuf pays européens par HBO Europe aux côtés d'autres diffuseurs.
En juin 2016, la chaîne britannique Channel 4 a diffusé la première saison en anglais sous le titre The Border. HBO Europe l'a diffusé au festival Séries Mania à Paris.
Le 17 décembre 2018, il a été annoncé que la série recevrait une troisième saison, dont la première est prévue pour 2019. Le 13 septembre, il a été annoncé que la première aurait lieu le 30 octobre mais le 26 septembre, elle a été reportée au 6 décembre.